# Ocrica
Ocrica (em ibo: Okrika) é uma cidade e área do estado de Rios, na Nigéria. Possui 222 quilômetros quadrados e segundo censo de 2016, havia 312 300 residentes.